# Paepalanthus chrysophorus
Paepalanthus chrysophorus är en gräsväxtart som beskrevs av Silveira. Paepalanthus chrysophorus ingår i släktet Paepalanthus och familjen Eriocaulaceae. Inga underarter finns listade i Catalogue of Life.